# Martin Stroot

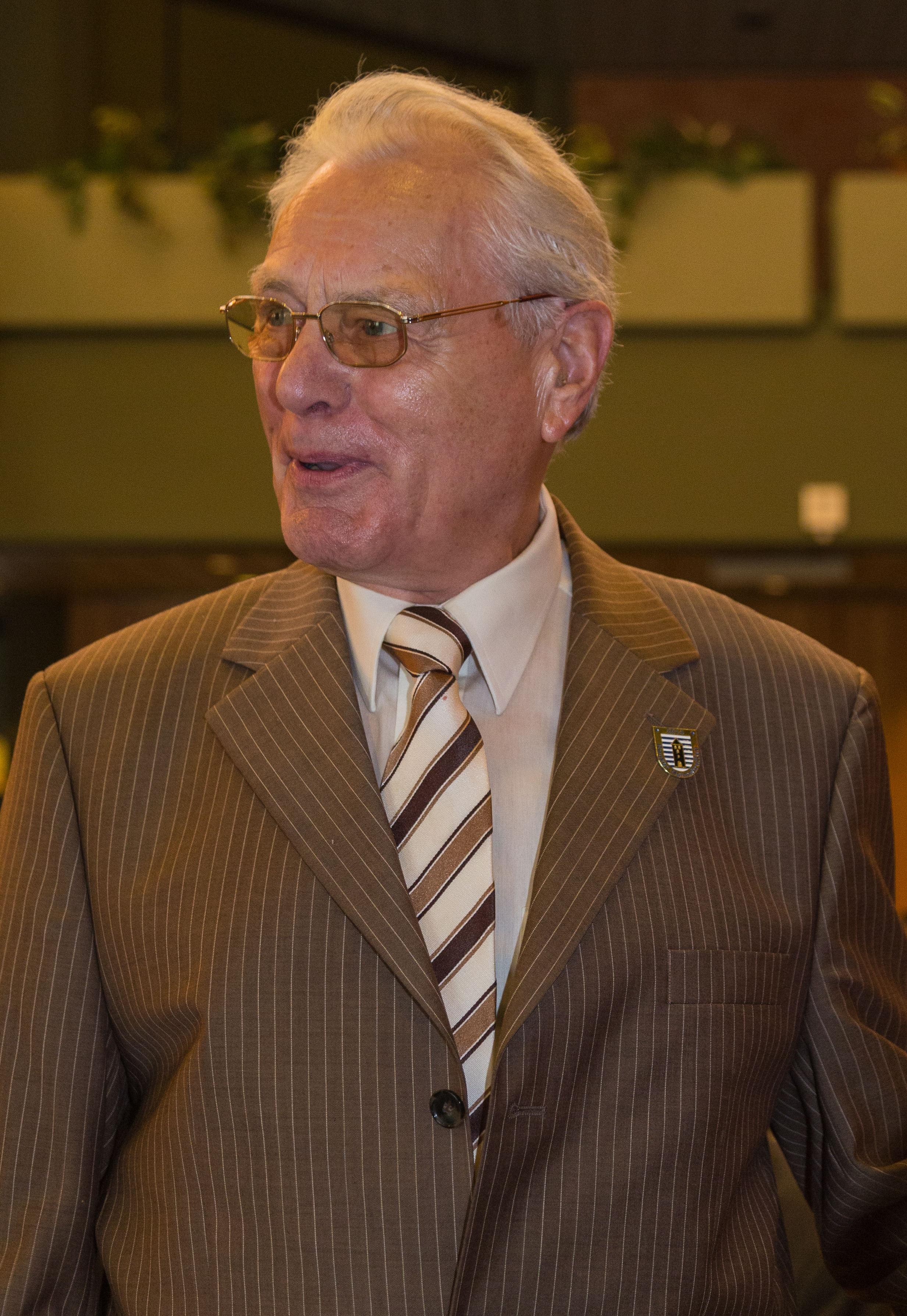
Martin Stroot (2014)

Landrat Martin Stroot (rechts) überreicht am 4. November 1994 den Wanderpreis des Kreises Steinfurt an den Steinbecker Paul Nößler.

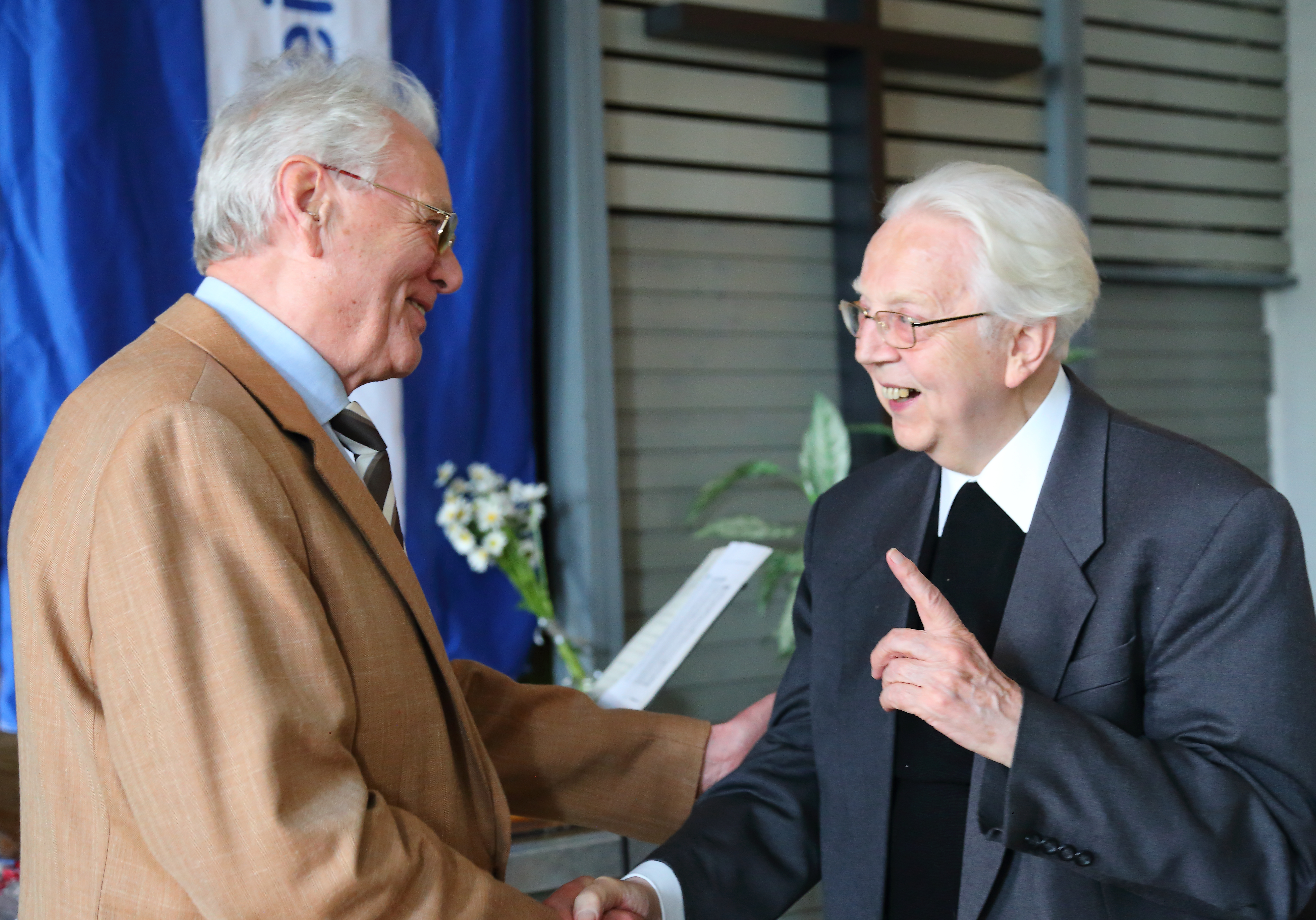
Martin Stroot gratuliert 2014 Pfarrer em. Werner Heukamp zu dessen 85. Geburtstag und dankt ihm für seinen vielfältigen Einsatz.

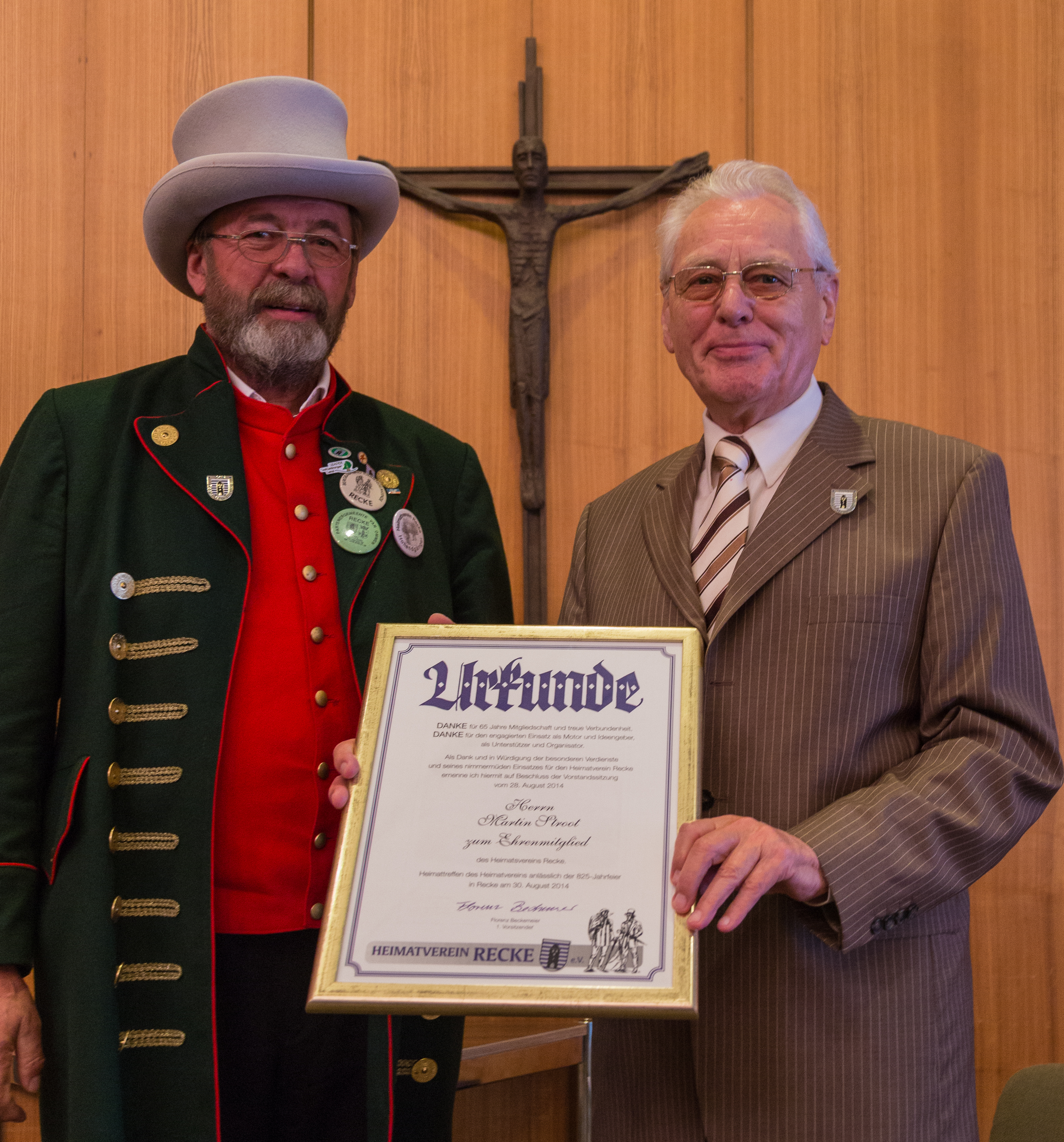
Martin Stroot war ab 1949 Mitglied des Heimatvereins Recke. Während des 14. Recker Heimattreffens 2014 überreichte ihm Heimatvereinsvorsitzender Florenz Beckemeier die Urkunde über die Ehrenmitgliedschaft.

Martin Stroot (* 12. Dezember 1927 in Recke; † 27. Juli 2022 ebenda) war ein deutscher Unternehmer und nordrhein-westfälischer Kommunalpolitiker (CDU). Er war von 1984 bis 1994 Landrat des Kreises Steinfurt.

## Leben und Beruf
Martin Stroot entstammt einer Familie mit elf Kindern. Mit neun Jahren verlor er seinen Vater. Nach dem Schulbesuch absolvierte er eine kaufmännische Ausbildung und war als Kaufmann tätig. Ende 1971 machte er sich mit der Recker Putenspezialitäten Martin Stroot GmbH & Co. KG selbständig. Das Unternehmen bündelte die Aufzucht, Mast und Schlachtung von Puten und wuchs über die Jahre auf mehrere Standorte nicht nur in Recke an. Die Schlachterei in Recke war zeitweilig die einzige Putenschlachterei Nordrhein-Westfalens. 
Martin Stroot war verheiratet und hatte vier erwachsene Kinder. Eine weitere Tochter, Helen, starb 1982 mit 16 Jahren an Leukämie.

## Politisches und gesellschaftliches Engagement
Martin Stroots Einstieg in die Politik begann in der Kolpingsfamilie, wo er Bezirkssenior war und im Diözesanvorstand saß sowie über die Junge Union Steinbeck, deren Gründungsmitglied und Vorsitzender er war. Von 1956 bis 1961 fungierte er als Kreisvorsitzender der Jungen Union im Kreis Tecklenburg. Seit 1956 außerdem CDU-Mitglied, wurde Stroot im gleichen Jahr in den Rat der Gemeinde Recke gewählt. Von 1960 bis 1974 war er Vorsitzender der CDU-Ortsunion Recke/Steinbeck.
1961 wählten ihn die Recker dann erstmals zu ihrem Bürgermeister, ein Amt, das Martin Stroot bis 1984 innehatte. Er begann als seinerzeit jüngster Bürgermeister Nordrhein-Westfalens und war nach 23 Jahren in diesem Amt schließlich der dienstälteste Bürgermeister im Tecklenburger Land. In seine Amtszeit fielen die grundsätzlichen Entscheidungen für die Gestaltung des Ortskerns, ebenso der Bau des Öffentlichen Dienstleistungs-Zentrums (ÖDZ), das auch das Rathaus der Gemeinde beherbergt. Bei der Gründung der Fürstenbergschule Recke war Stroot ebenfalls federführend involviert. Innerhalb der Ortsunion war Martin Stroot allerdings nicht unumstritten. Zu seinen Kritikern zählten namentlich Laurenz Casser und Herbert Peuten, was 1979 bei der Kandidatenaufstellung für die nächste Kommunalwahl eskalierte, als Casser gegen Stroot antrat, bei der Wahl am Ende der sieben Stunden dauernden Sitzung aber unterlag.
Mitglied des Kreistages des Kreises Tecklenburg war Martin Stroot von 1969 bis zur Gebietsreform am 31. Dezember 1974. Von 1975 bis 1994 gehörte er dann dem Kreistag des neu gebildeten Kreises Steinfurt an. Mehrere Jahre war er Vorsitzender der CDU-Kreistagsfraktion und amtierte schließlich von 1984 bis 1994 als ehrenamtlicher Landrat des Kreises Steinfurt. Wichtige Themen in dieser Zeit waren für Stroot, den Flughafen Münster/Osnabrück am Leben zu erhalten und eine Müllverbrennungsanlage in Greven zu verhindern. 1999 verließ er den Kreistag. Von 1975 bis 1999 gehörte Martin Stroot zudem der Landschaftsversammlung des Landschaftsverbandes Westfalen-Lippe an, ebenso verschiedenen Gremien des Landkreistages Nordrhein-Westfalen.
Auch in der Gemeinde Recke übernahm Martin Stroot im Lauf der Jahre zahlreiche Ehrenämter. So fungierte er von 1956 bis 1976 als Vorstandsmitglied und Schriftführer des Landwirtschaftlichen Lokalvereins. 1972 wählten ihn die Mitglieder des Turn- und Sportvereins (TuS) Recke zum neuen Vorsitzenden. Außerdem gehörte er ab 1973 dem Trägerbeirat der Fürstenbergschule und dem Kuratorium des Sankt-Benediktus-Hospitals an. 1983 war er eines der Gründungsmitglieder des Kulturvereins Recke. Seit 1949 war er Mitglied im Heimatverein Recke, dessen Vorstandsgremium er seit 2012 angehört. Überörtlich engagierte er sich ebenfalls: So saß er ab 1971 im Sparkassenrat der Sparkasse Ibbenbüren und wurde später zum Vorstandsmitglied des Wasserversorgungsverbands Tecklenburger Land gewählt. Er war auch Mitglied der Augustin-Wibbelt-Gesellschaft. 

## Ehrungen
Am 3. Mai 1978 wurde Martin Stroot als viertem Recker Bürger das Bundesverdienstkreuz am Bande verliehen. Der Kulturverein Recke ehrte ihn mit dem Kulturpreis 2017 für „sein Lebenswerk der Kulturförderung in der Kommunalpolitik in Recke und im Kreis Steinfurt“. Der TuS Recke ernannte Stroot zum Ehrenvorsitzenden, der Heimatverein Recke verlieh ihm 2014 die Ehrenmitgliedschaft.